# Menippo (Velázquez)
Menippo è un dipinto a olio su tela (179x94 cm) realizzato tra il 1639 ed il 1642 dal pittore Diego Velázquez. È conservato nel Museo del Prado.
Raffigura il filosofo greco Menippo di Gadara, autore di alcuni poemetti satirici contro gli epicurei. In alto a sinistra si può leggere "MOENIPPVS".